# Грувер (Тексас)
Грувер (енгл. Gruver) град је у америчкој савезној држави Тексас. По попису становништва из 2010. у њему је живело 1.194 становника.

## Демографија
Према попису становништва из 2010. у граду је живело 1.194 становника, што је 32 (2,8%) становника више него 2000. године.
| Група             | 2000.       | 2010.       |
| Белци             | 816 (70,2%) | 741 (62,1%) |
| Афроамериканци    | 0 (0,0%)    | 10 (0,8%)   |
| Азијати           | 0 (0,0%)    | 0 (0,0%)    |
| Хиспаноамериканци | 329 (28,3%) | 436 (36,5%) |
| Укупно            | 1.162       | 1.194       |